# Hypnodontopsis spathulata
Hypnodontopsis spathulata är en bladmossart som beskrevs av Hiroyuki Akiyama och Tanaka, Atsushi 2002. Hypnodontopsis spathulata ingår i släktet Hypnodontopsis och familjen Rhachitheciaceae. Inga underarter finns listade i Catalogue of Life.